# Flauberts Papagei
Flauberts Papagei ist der deutsche Titel des Romans von Julian Barnes, der im Original unter dem Titel Flaubert’s Parrot erschienen ist und 1984 für den Booker Prize nominiert wurde.

## Inhalt
Der Roman schildert die Gedanken des ehemaligen englischen Landarztes Geoffrey Braithwaite über das Leben Flauberts und über sein eigenes Leben, während er versucht, jenen ausgestopften Papagei zu finden, der einst den großen Autor inspiriert hatte. Um die Trauer über seine verstorbene Frau Ellen, die mit Flauberts Romanfigur Emma Bovary nicht nur deren Initialen teilt, zu verdrängen, begibt sich Braithwaite auf eine Spurensuche in den Relikten des Lebens und Werkes des französischen Romanciers.
Er besucht Frankreich und dort die verschiedenen Orte, die mit Flaubert verbunden sind. Bei den Besuchen mehrerer kleiner Flaubert-Museen fällt ihm auf, dass zwei davon jeweils behaupten, jenen ausgestopften Papagei auszustellen, der kurze Zeit auf Flauberts Schreibtisch stand. Während er versucht herauszufinden, welcher der richtige Papagei ist, muss Geoffrey zuletzt entdecken, dass es eventuell keiner von beiden ist, sondern auch einer von fünfzig anderen sein kann, die in einem großen französischen Naturkundemuseum aufbewahrt werden. Sein Versuch, ein widerspruchsfreies biografisches Bild des französischen Autors zu gewinnen, misslingt. Die Vergangenheit sowohl in der Person Flauberts als auch in der Gestalt seiner Frau entzieht sich ihm zusehends.
Die Haupterzähllinie folgt der Suche nach der Originalität des Papageis, doch enthält das Buch auch viele Kapitel, die unabhängig davon existieren und Geoffreys Überlegungen zu Themen wie Flauberts Liebesleben und wie dieses etwa durch Züge beeinflusst wurde, oder über die Tierbilder in Flauberts Werken und über die Tiere, mit denen Flaubert sich selbst identifizierte, etwa den Bären.

## Erzähltechnik und Werkbedeutung
Eines der Hauptmerkmale des Romans wie der Postmoderne insgesamt ist der Subjektivismus. Der Roman bringt beispielsweise hintereinander drei Biographien Flauberts: Die erste ist optimistisch, führt etwa seine Erfolge auf, die zweite ist pessimistisch, benennt die Todesfälle seiner Freunde und Geliebten, seine Fehlschläge und Krankheiten, und die dritte ist eine Sammlung von Zitaten, die Flaubert in seinem Tagebuch zu verschiedenen Zeiten seines Lebens niedergeschrieben hat. Ein weiteres Beispiel findet sich in der wiederholten Betrachtung der Augen der Figur Emma Bovary, denen Flaubert drei unterschiedliche Farben zuschreibt.
Der Versuch, den wirklichen Flaubert zu finden, spiegelt sich wider im Versuch, seinen Papagei zu finden, und endet genauso fruchtlos. Der Papagei Flauberts wird dabei zu einem zentralen und vielschichtigen Symbol des Romans, in dem Barnes nicht nur die Frage nach der Wahrheit über das Leben des französischen Romanciers thematisiert, sondern zugleich die Suche nach einem Verständnis der Biografie des Ich-Erzählers in den Mittelpunkt rückt. So zeigt der Roman schließlich das Scheitern eines jeden Versuchs, das Leben eines Menschen authentisch zu erfassen.
Flauberts Papagei stellt darüber hinaus vieles von dem dar, was Barnes’ gesamtes Erzählwerk prägt: vielfältige intertextuelle Bezüge, hier beispielsweise zu Flaubert, Vladimir Nabokov oder Philip Larkin und anderen Autoren, eine besondere Vorliebe für die französische Literatur und Kultur, ein typisch britischer Sinn für Humor oder subtile Ironie sowie ein stilistischer Hang zu den Darstellungsformen des Essays und Epigramms mit äußerst geschliffenen Formulierungen.
Ebenso greift Flauberts Papagei wesentliche Themen von Barnes auf, die ebenfalls in seinen anderen Werken an verschiedensten Stellen wieder auftauchen. Dazu zählen vor allem die Beziehung von Kunst und Leben, die Unterscheidung von Sein und Schein ebenso wie eine obsessive Beschäftigung mit der Vergangenheit sowohl als äußerlicher, objektiv erfassbarer Geschichte (historia) wie auch als innerlicher, im subjektiven Gedächtnis memorierter Geschichte (memoria). Diese Vergangenheitsobsession Barnes’ liefert den ständig wiederkehrenden Ausgangspunkt für eine erkenntniskritische, häufig aporetische Suche nach Wahrheit und Sinn.
Mit seiner experimentellen Mischung aus Romanerzählung, literaturkritischem Essay, Zitatenkollage und Erzählkasten wird Flauberts Papagei in der Literaturwissenschaft und Literaturkritik zu den herausragendsten Vertretern des postmodernen Romans gezählt.